# Laurence Vail
 (avril 2013).
Si vous disposez d'ouvrages ou d'articles de référence ou si vous connaissez des sites web de qualité traitant du thème abordé ici, merci de compléter l'article en donnant les références utiles à sa vérifiabilité et en les liant à la section « Notes et références ».
Laurence Vail, né à Paris, 16e arrondissement le 28 janvier 1891 et mort à Cannes (Alpes-Maritimes) le 16 avril 1968, est un romancier, poète, peintre et sculpteur français. 

## Biographie
Fils du peintre américain Eugène Lawrence Vail (1857-1934), Laurence Vail fut l'amant de Djuna Barnes, puis épouse en 1922 la milliardaire et mécène Peggy Guggenheim (1898-1979), avec qui il a deux enfants, Sindbad et Pegeen. Après son divorce, il se remarie en 1932 avec l'écrivaine Kay Boyle (1902-1992), avec qui il vivait depuis 1929 et qui lui donne trois autres enfants.
Il est surnommé le « roi de la Bohème » par le milieu intellectuel parisien des années 1920.
Ses œuvres sont conservées dans la Collection Peggy Guggenheim à Venise.